# Armand Blanchonnet
Armand Blanchonnet (ur. 23 grudnia 1903 w Gipcy, zm. 17 września 1968 w Cernay-la-Ville) – francuski kolarz szosowy i torowy, dwukrotny mistrz olimpijski oraz brązowy medalista szosowych mistrzostw świata.

## Kariera
Największe sukcesy w karierze Armand Blanchonnet osiągnął w 1924 roku, kiedy wspólnie z René Hamelem i Georges’em Wambstem zdobył złoty medal w drużynowej jeździe na czas podczas igrzysk olimpijskich w Paryżu. Na tych samych igrzyskach najlepszy okazał się również w rywalizacji indywidualnej, wyprzedzając bezpośrednio Belga Henriego Hoevenaersa i swego rodaka René Hamela. W tym samym roku wystartował także na szosowych mistrzostwach świata w Paryżu, gdzie w wyścigu ze startu wspólnego amatorów zdobył brązowy medal, ulegając jedynie kolejnemu Francuzowi André Leducqowi oraz Szwajcarowi Otto Lehnerowi. W 1927 roku przeszedł na zawodowstwo. Dwukrotnie zdobywał medale szosowych mistrzostw kraju, w tym złoty w 1931 roku. Startował również w wyścigach torowych, wygrywając między innymi zawody Six Days w Paryżu (1930) i Marsylii (1932).